# Medjai
Medjai (também Medjai, Mazoi, Madjai, Mejay; do egípcio mḏꜣ.j) é um gentílico que foi utilizado de várias maneiras ao longo da história do Antigo Egito referindo-se inicialmente a um grupo nômade da Núbia e, posteriormente, como um termo genérico para uma polícia do deserto.

## Origens

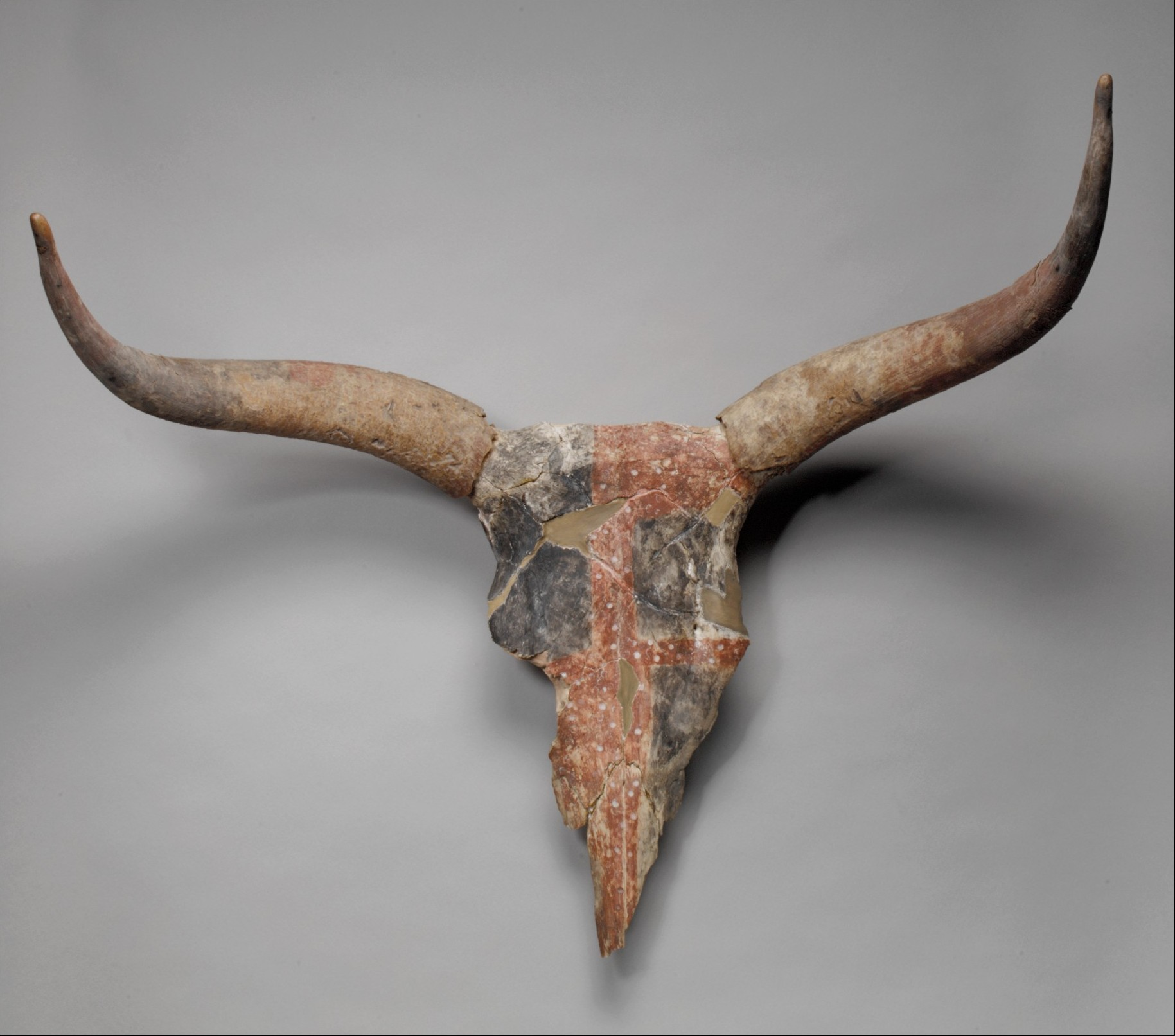
Bucrânio pintado de um cemitério circular datando do Segundo Período Intermediário

No registro arqueológico, uma cultura representada por cemitérios circulares é, em geral, considerada pelos especialistas como sendo representativa dos Medjai. Esta cultura é assim nomeada devido às suas covas circulares, encontradas na Baixa Núbia e no Alto Egito, que datam do final do Médio Império e do Segundo Período Intermediário (1800-1550 AEC).
O súbito aparecimento destas covas no Vale do Nilo sugere que elas representam uma população imigrante, enquanto a presença de conchas Nerita em muitas delas indiquem que seus ocupantes tenham vindo do deserto oriental, entre o Nilo e o Mar Vermelho. Outros objetos em geral encontrados nestas covas incluem crânios pintados de animais com chifres, encontrados em um arranjo circular ao redor das covas ou colocados em nichos de oferendas separados.
A primeira menção do Medjai em registros escritos remonta aos registros do Antigo Império, onde eles estão listados como povos núbios em Autobiografia de Weni, general que servia ao faraó Pepi I (reinou de 2332–2287 a.C.). Durante este período, o termo "Medjai" se referia a povos da terra de Medja, um distrito que se acredita estar localizado a leste da Segunda Catarata do Nilo, na Núbia. Núbia era referida como "Ta-Seti", que significa "terra do arco", pelos egípcios e pelo povo que lá vivia, incluindo os Medjai, conhecidos e renomados por suas habilidades militares, em especial com arco e flecha.
Um decreto do reinado de Pepi I, que lista diferentes funcionários, incluindo um supervisor de Medja, Irtjete e Satju, indica que que Medja foi, pelo menos até certo ponto, subjugada pelo governo egípcio. Desde os tempos do egiptólogo Alan Gardiner que se considera os Medjai como membros de um grupo étnico. Trabalhos mais recentes sugerem que o termo era, inicialmente, um exônimo egípcio, e que aqueles identificados como Medjai podem não ter se considerado como tendo uma etnia compartilhada e certamente não tinham uma política unificada.
Nos papiros conhecidos como "Despachos de Semna", datados do Médio Império, os Medjai são descritos como um povo nômade do deserto. As fontes egípcias são inconsistentes na distinção entre o povo "Nehesy" em geral e os Medjai até o fim do Império Médio. O faraó Sesóstris III promulgou uma proibição ao movimento do povo Nehesy ao norte de Semna, enquanto a administração começou a fazer uma distinção entre esses dois povos. Acredita-se que isso possa ter motivado as pessoas da época a assumir "Medjai" como uma identidade étnica.
Algumas vezes ao longo da história egípcia os Medjai foram empregados como soldados, fato conhecido na estela de Res e Ptahwer. Durante o Segundo Período Intermediário, eles foram usados nas campanhas de Camés contra os hicsos. Logos eles se tornariam essenciais para estabelecer o Antigo Egito como uma potência militar. Os Medjai também foram contratados como soldados e guardas no Reino de Cuxe, bem como no exército romano no Egito.

## Polícia

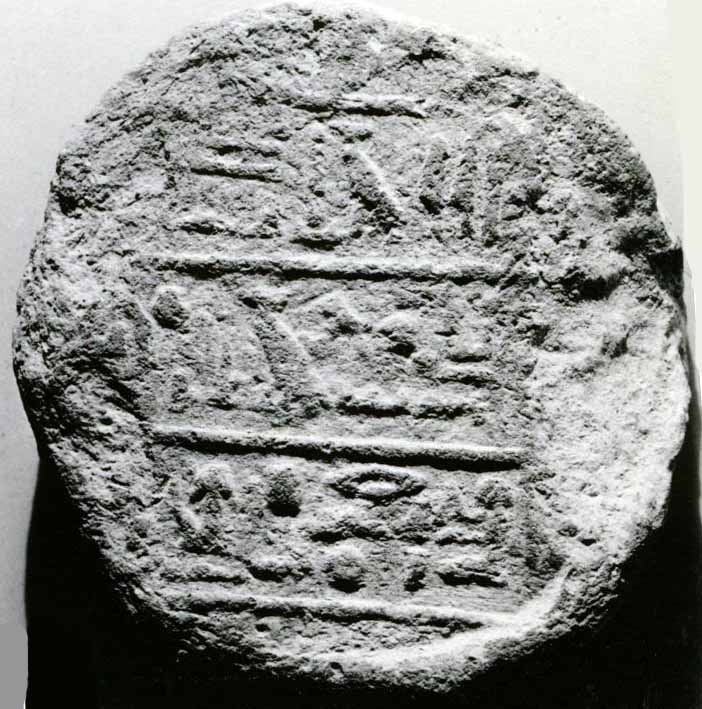
Cone funerário de Penre, XVIII Dinastia, chefe dos Medjai

Na XVIII dinastia egípcia, durante o Império Novo, os Medjai eram uma força policial paramilitar de elite. O termo deixou de se referir a um grupo étnico e, com o tempo, o novo significado tornou-se sinônimo de policiamento em geral. Como uma força de elite, os Medjai eram frequentemente usados para proteger áreas valiosas, especialmente áreas de interesse faraônico, como capitais, cemitérios reais e as fronteiras do Egito. Ainda que sejam mais conhecidos pela proteção dos palácios reais e tumbas em Tebas e nas áreas ao redor, os Medjai foram utilizados tanto no Baixo quanto no Alto Egito e cada unidade regional tinha seus próprios capitães. Os chefes do Medjai também são conhecidos do Novo Império, mas esse título provavelmente refere-se a uma pessoa responsável pela construção e aquisição de materiais de construção.
Em princípio, o grupo consistia apenas na etnia Medjai e nos descendentes desse antigo grupo tribal. Isso mudou com o tempo, à medida que mais e mais egípcios assumiram sua ocupação. Os registros egípcios mostram que vários chefes e capitães Medjai tinham nomes egípcios e eram descritos como tal. Não se sabe por que essa mudança ocorreu, mas supõe-se que, por causa do status de elite do Medjai, os egípcios se juntaram a eles.

## Queda
Após a XX dinastia egípcia, o termo Medjai não é mais encontrado nos registros egípcios. Não se sabe se os Medjai, como ocupação, foram abolidos ou se o nome da força mudou. No entanto, há especulações de que um grupo de pessoas chamado Medede que lutou contra o Reino de Cuxe durante os séculos V e IV a.C. pode estar relacionado ao Medjai.

## Idioma
Evidências linguísticas indicam que os Medjai falavam uma forma antiga de língua cuxita relacionadas ao idioma beja e que os Blêmios são uma subdivisão do povo Medjai. Documentos egípcios datando do século VI a.C. também apontam uma ligação entre os blêmios e os Medjai como sendo membros de uma tribo falante de um idioma cuxita.

## Na cultura
No filme A Múmia (1932), os Medjai são mencionados pelo personagem do faraó Seti I como seus guarda-costas pessoais. No remake de 1999, A Múmia, e na sequência O Retorno da Múmia (2001), eles também são representados da mesma forma, tendo se tornado guardiães da múmia amaldiçoada no deserto.
No jogo eletrônico Assassin's Creed Origins, o protagonista, Bayek de Siwa, é considerado o "último Medjai", atuando como um "xerife" ao longo do século I a.C. do Egito.
Na graphic novel 20s A Difficult Age: The Blue Madjai (2020), de Marcus Orelias, o protagonista da série atende pelo apelido de "Madjai Azul".